# Marcos Ferreira Xavier
Marcos Ferreira Xavier (aserbaidschanisch Markos Ferrera Xave; * 18. Februar 1982 in Rio de Janeiro) ist ein brasilianischer ehemaliger Fußballspieler, der seit 2007 die aserbaidschanische Staatsbürgerschaft besitzt.
Marcos spielte vor seinem Wechsel aus Brasilien für SC Corinthians Alagoano aus Maceió. Im Sommer 2005 wechselte er in die Aserbaidschanische 1. Liga zum FK Karvan Yevlax. Dort wurde er Stammspieler des Vereines. Um den aserbaidschanischen Fußball voranzubringen, auch gerade was die Nationalmannschaft betrifft, nahm er 2007 wie mehrere andere brasilianische Spieler in Aserbaidschan die Staatsbürgerschaft an und konnte so für die Aserbaidschan antreten. Der erhoffte Aufschwung zerbrach schnell und so kam er zu wenigen Einsätzen.